# Diogo Villarinho
Diogo Villarinho (* 11. März 1994 in Goiânia) ist ein brasilianischer Schwimmsportler. Bei den Schwimmweltmeisterschaften 2015 holte er eine Silbermedaille mit der brasilianischen 5-km-Mixedstaffel.

## Karriere
Auf der Kasanka im russischen Kasan schwamm er zusammen mit den Staffelkollegen Allan do Carmo und Ana Marcela Cunha in 55:31,2 zu Silber hinter den Deutschen (Rob Muffels, Christian Reichert und Isabelle Härle, 55:14,4) und vor den zeitgleichen Niederländern (Marcel Schouten, Ferry Weertman, Sharon van Rouwendaal).
Im 10-km-Rennen belegte er den 21. Platz und über 25 km den 18.
Bei den Südamerikaspielen 2014 in Santiago de Chile beziehungsweise auf dem Lago Cuarauma von Valparaíso holte er mit der brasilianischen Staffel über 3 km Gold und wurde 4. über 10 km.